# Тускуланский портрет

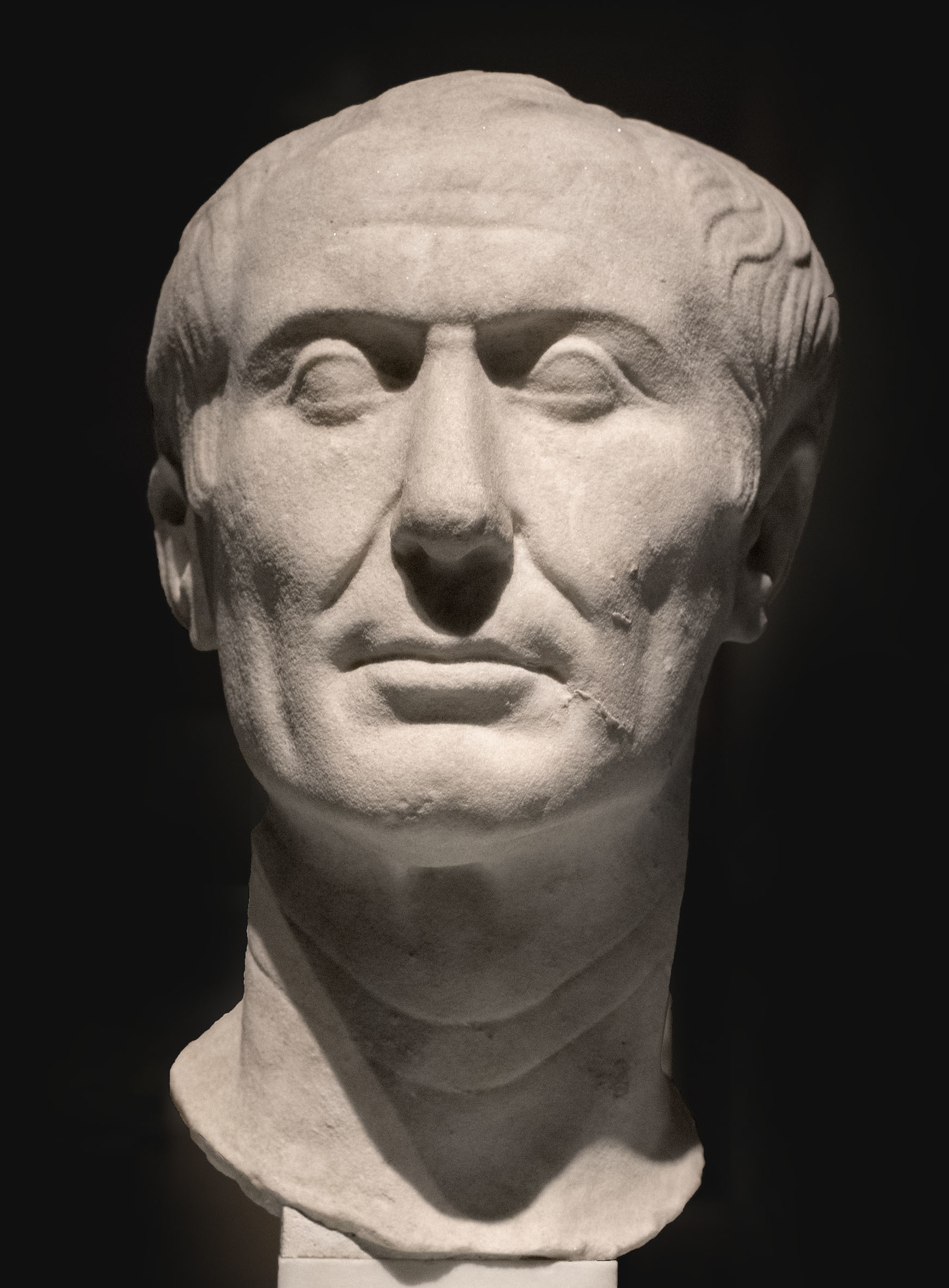
Тускуланский портрет

Тускуланский портрет, также Тускуланский бюст — мраморный портрет Юлия Цезаря. Считается его единственным сохранившимся прижизненным скульптурным портретом. Это также один из двух принятых портретов Цезаря (наряду с Кьярамонтийским Цезарем), которые были сделаны до начала Римской империи. Бюст, являющийся одной из копий бронзового оригинала, датируется 50–40 г. до н.э. и находится в постоянной коллекции Туринского Музея. Бюст выполнен из мелкозернистого мрамора и имеет высоту 33 см.

## Описание
Черты лица портрета соответствуют тем, что изображены на монетах, отчеканенных в последний год правления Цезаря, особенно на денариях, выпущенных Марком Меттием. Голова бюста вытянута, образуя седловидную форму, что было вызвано преждевременным окостенением швов между теменной и височной костью Цезаря. На портрете также присутствует долихоцефалия.

## В наши дни
Тускуланский портрет был раскопан Люсьеном Бонапартом на форуме в Тускуле, в 1825 году, и позже доставлен в Кастелло д'Альи, хотя он не был признан бюстом Цезаря, пока Маурицио Борда не идентифицировал его в 1940 году. Портрет был выставлен в Лувре рядом с Арльским бюстом. Известны три копии бюста, в Уоберн-Эбби и в частных коллекциях Флоренции и Рима.